# Tullo Morgagni
Tullo Morgagni (Forlì, 25 settembre 1881 – Verona, 2 agosto 1919) è stato un giornalista e dirigente sportivo italiano.
Ideò e realizzò gare ciclistiche divenute storiche come il Giro di Lombardia, la Milano-Sanremo e il Giro d'Italia.

## Biografia

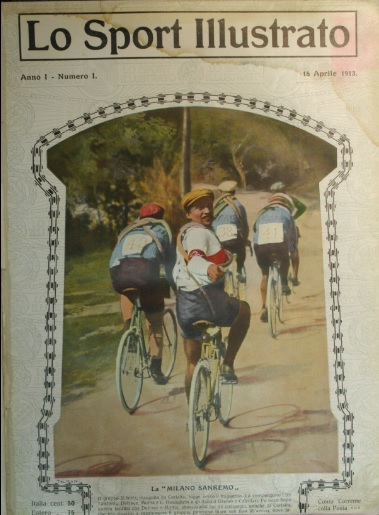
«Lo Sport Illustrato», anno I, N. 1, 15 aprile 1913. Fu fondato e diretto da Tullo Morgagni.

Nasce a Forlì da Andrea Morgagni, assicuratore, e Giuditta Monti, maestra elementare. A 18 anni, trasferitosi a Milano con la famiglia, interrompe gli studi liceali ed entra nel quotidiano L'Italia del Popolo come aiuto di cronaca.
Nello stesso periodo si appassiona al volo aereo. Nel 1904 decide di fare un volo a bordo di un aerostato; durante il volo conosce Eugenio Camillo Costamagna, direttore della Gazzetta dello Sport. È l'occasione, che Morgagni aspettava, di entrare in un giornale sportivo. Viene assunto e in breve tempo diventa redattore capo della Gazzetta a soli 23 anni. Oltre che giornalista, è anche organizzatore. Su sua iniziativa, la Gazzetta organizza la prima competizione motociclista italiana: la «1000 km a squadre». La gara si disputa il 26 giugno 1904, con partenza da Rogoredo. Successivamente lancia la «Gran Fondo», una corsa ciclistica di 600 km. La manifestazione riscuote un vasto successo di pubblico. Morgagni inoltre è tra i fondatori delle seguenti manifestazioni ciclistiche:
- il Giro ciclistico di Lombardia nel 1905;
- la Milano-Sanremo nel 1907;
- il Giro d'Italia nel 1909[5][6]

Nel gennaio 1913 la Gazzetta dello Sport viene rilevata da un nuovo editore, la Società Editoriale Italiana (S.E.I.) di Pontremoli-Della Torre. Per il nuovo editore Morgagni fonda il quindicinale Lo Sport Illustrato, periodico stampato su carta patinata con abbondanti fotografie e copertina a colori. Il primo numero esce il 15 aprile dello stesso anno. Morgagni rimarrà direttore fino alla morte. Sul suo quindicinale, Morgagni e il fratello maggiore Manlio, anch'egli giornalista, pubblicano le notizie dal fronte con fotografie e carte delle zone delle operazioni. Appassionati di volo, descrivono le missioni dei piloti di aereo rappresentandoli come uomini sportivi dotati di eccezionale resistenza fisica. Morgagni istituisce un Premio per il miglior bombardiere; il riconoscimento andrà al concittadino Luigi Ridolfi (6.000 azioni, Medaglie d'oro e d'argento e Croce di Guerra).
Nel primo dopoguerra dà vita al quindicinale «Nel Cielo», rivista dedicata totalmente alle imprese aviatorie, che esce come inserto del «Secolo Illustrato» (25 dicembre 1917). Al periodico collaborano Armando Cougnet, Vittorio Varale e Edgardo Longoni. Morgagni si adopera cercando di sensibilizzare le autorità e la società civile sulla questione della necessaria trasformazione dell'aviazione militare in aviazione civile.
Il 2 agosto 1919 Morgagni s'imbarca in un volo civile Milano-Venezia e ritorno. L'aereo è pilotato da Luigi Ridolfi. Durante il viaggio di ritorno l'aereo precipita nei cieli di Verona: nessuna delle persone a bordo si salva dalla morte.
Al Cimitero Monumentale di Milano gli è dedicato, col fratello, un artistico monumento funebre, realizzato da Enzo Bifoli.

## Nella cultura di massa
Nel 1939 il pittore Filiberto Sbardella esegue un'opera per la «Rivista Illustrata del Popolo d'Italia» su Morgagni, intitolata: Nel XX anniversario della morte di Tullo Morgagni, pioniere della propaganda aviatoria.

## Intitolazioni

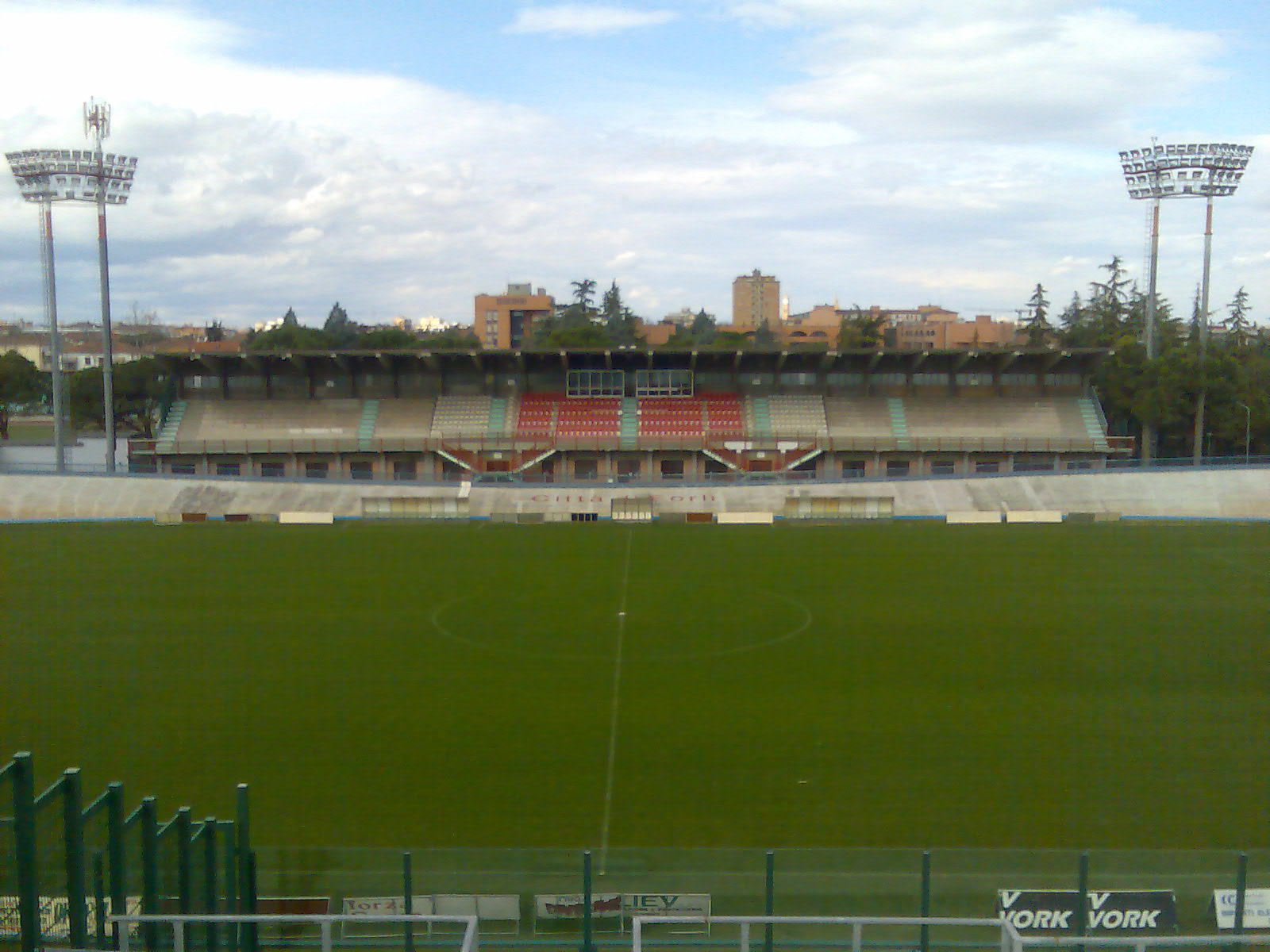
Lo Stadio Tullo Morgagni di Forlì.

A Tullo Morgagni è dedicato lo stadio di Forlì, la prima pietra fu posta da Benito Mussolini.
Dal 2009, il Lions Club «Forlì-Valle del Bidente», assieme alla Facoltà di Scienze Motorie dell'Università di Bologna, organizza il premio nazionale "Tullo Morgagni", per tesi di laurea sullo sport o sulla comunicazione sportiva.